# Haskeir

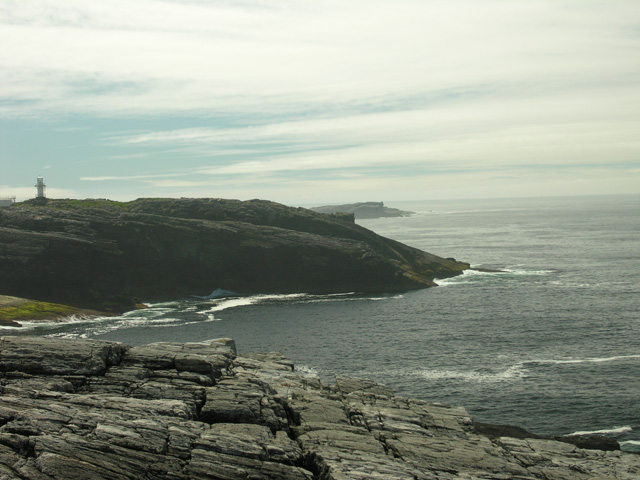
Latarnia Haskeir oraz w oddali Haskeir Eagach

Haskeir (gael. Eilean Hasgeir), znana również jako Great Haskeir (gael. Hasgeir Mhòr) – wysunięta, niezamieszkana wyspa, należąca do archipelagu szkockich Hebrydów Zewnętrznych. Leży 13 kilometrów na północny zachód od North Uist. 1 kilometr na południowy zachód leżą szkiery Haskeir Eagach. 40 kilometrów na północny zachód leży archipelag St Kilda.

## Historia
Skilðar lub Skilðir (co oznacza tarcza) może pochodzić z staronordyjskiej nazwy Haskeir. Skildar z pewnością pojawia się na mapach Nicholasa de Nicolay z roku 1583. 
Na wyspie znajduje się zbudowana w 1997 roku latarnia morska oraz pozostałości po chacie, najprawdopodobniej zbudowanej przez rybaków z Monach Islands.

## Galeria

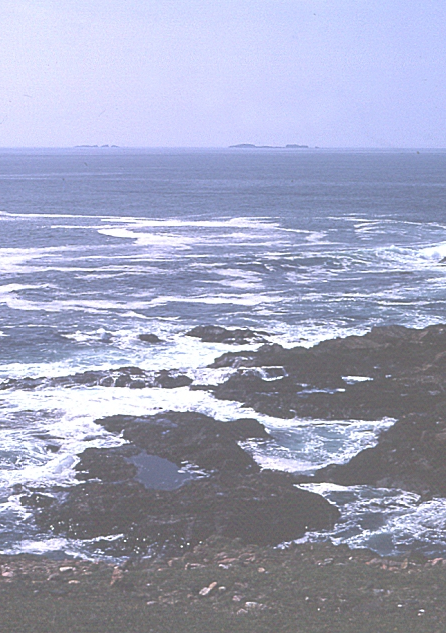
Haskeir (po prawej) oraz Haskeir Eagach widziane z Griminish Point, North Uist
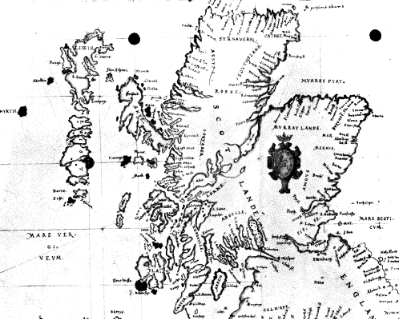
1580 Carte of Scotlande ukazująca Hyrth (tj. Hirta z St Kilda) po lewej zaś Skaldar (Haskeir)